# Station Vaksdal
Station Vaksdal is een spoorwegstation in Vaksdal in de gelijknamige gemeente Vaksdal in Noorwegen. Het station wordt  bediend door de stoptreinen van lijn 45 tussen Bergen en Voss. De doorgaande trein naar en van Oslo maakt er een keer per dag een stop.
Het stationsgebouw dateert uit 1883 en werd ontworpen door Georg Andreas Bull. Het werd gebouwd als halte aan Vossebanen. In 1910 werd het opgewaardeerd. Het stationsgebouw is sinds 1993 een beschermd monument.